# T-1000
T-1000 je fiktivní android a hlavní soupeř Terminátora ve filmu Terminátor 2: Den zúčtování. Jedná se o zabijáka vytvořeného z tekutého kovu.

## Ve filmu
- T-1000 byl poslán, aby zabil Sáru a Johna Connorovy.
- Ve světě se pohyboval v přestrojení za policistu.
- Umí se protáhnout kdekoli je třeba.

## Informace
- T-1000 se stal v roce 1991 první filmovou postavou, u které byla naplno využita počítačová animace a efekty tohoto typu, dnes ve filmech běžných.
- Ztvárnil ho Robert Patrick
- Skutečným záchytným bodem[ujasnit] celého vytvoření postavy byl film Propast.[zdroj⁠?!]
- Když byl v jedné scéně terminátor zničen, využili filmaři obyčejné rtuti, aby vytvořili efekt stékání se dohromady.